# Flatus vocis
Flatus vocis ist eine Phrase, die Johannes Roscelin von Anselm von Canterbury zugeschrieben worden ist und bedeutet: ein von der Stimme erzeugter Lufthauch. Es handelt sich dabei um die Frage, ob Allgemeinbegriffe (die sogenannten Universalien) wirklich sind oder nicht:

“Illi utique dialectici, qui non nisi flatum vocis putant universalis esse substantias, et qui colorem non aliud queunt intellegere quam corpus, nec sapientiam hominis aliud quam animam, prorsus a spiritualium quaestionum disputatione sunt exsufflandi.”

„Jene Logiker die der Meinung sind, es gebe keine Universalien, außer als von der Stimme erzeugter Lufthauch, und die weder eine Farbe anders verstehen können als dem Körper zugehörend, noch die Weisheit des Menschen als etwas anders als die Seele, sollen völlig von der Diskussion über spirituelle Sachen ausgeschlossen werden.“

Anselm war der Meinung, dass man die Universalien von den konkreten Gegenständen abstrahieren könne. Es ist aber schwierig festzustellen, was Roscelins eigene Auffassung war; keiner seiner Texte, außer einem Brief an Petrus Abaelardus, ist nämlich überliefert, und es ist nicht gesichert, ob Anselm im erwähnten Zitat tatsächlich auf Roscelin verweist.
Anselm unterstellte den Nominalisten, ein lebendiges Besonderes gegen ein lebloses Allgemeines auszuspielen. Das scheinbar Beständige der Universalien entpuppt sich im Versuch, sie mit menschlichen Mitteln zu erfassen, als ebenso flüchtig wie alles Lebendige. Insofern ist Flatus vocis ein Symbol für die Aussichtslosigkeit menschlicher Verallgemeinerungen  (Vanitas). – Jede Berufung auf göttliche Ideen musste aus dieser Sicht als Anmaßung erscheinen. Dies stellte die herkömmliche Rechtfertigung von Autorität grundsätzlich in Frage und führte zum scholastischen Universalienstreit.